# Paragara nigra
Paragara nigra är en insektsart som beskrevs av William D. Funkhouser. Paragara nigra ingår i släktet Paragara och familjen hornstritar. Inga underarter finns listade i Catalogue of Life.